# さそり座オメガ1星
さそり座ω1星（さそりざオメガ1せい、ω1 Scorpii、ω1 Sco）は、さそり座の恒星である。見かけの等級は3.96と、肉眼でもみることができる明るさである。年周視差の測定に基づいて計算した太陽からの距離は、およそ460光年である。高速で自転するケフェウス座β型星で、さそり座OB2アソシエーションのさそり座上部領域に位置している。

## 特徴
さそり座ω1星はB型主系列星で、スペクトル型はB1 Vと分類される。MKスペクトル分類においては、B1 V型星の1次標準星とされている。表面の有効温度はおよそ28000 K、光度は太陽の1万倍前後であり、半径は太陽の5.5倍程度、質量は太陽の約11倍と推定される。この質量からして、将来的にはさそり座ω1星は超新星爆発を起こし、中性子星になるものと考えられる。

### 脈動
さそり座ω1星は、標準星とされるくらい光度が安定しており、ヒッパルコス衛星の観測でも最大0.02等級程度のばらつきはあったが、光度は一定と評価された。
ところが、高分散分光観測によってケイ素イオンの吸収線輪郭が時間と共に変化していることが発見され、その変化は非動径振動で説明できることがわかり、ケフェウス座β型星であると考えられるようになった。周期を解析したところ、1日当たり15回（0.067日周期）の振動が卓越し、1つのモードが支配的な振動が起きているとみられる。また、トモグラフィーを用いたより多面的な分析によって、自転速度の視線方向成分は105 km/s、自転周期は14.4時間であることも示された。非動径振動が起きることによって表面温度にも上下動が見られ、振動方向に応じて20000 Kから30000 Kの間を揺れ動いている。
線輪郭変光が起こっていることは確かめられたが、さそり座ω1星の光度曲線の振幅は、明らかになっていない。

### アソシエーション
さそり座ω1星は、さそり座OB2アソシエーションのさそり座上部領域に位置し、方向だけでなく運動や物理的性質からアソシエーションの一員であることは確実とみられる。アソシエーションに所属することを踏まえて、等年齢線から年齢を見積もると、およそ800万年となる。

## 名称
アメリカのアマチュア博物学者リチャード・ヒンクリー・アレンによれば、アラビアではさそり座ω1星、ω2星を「サソリの額」を意味するジャバト・アル・アクラブ（Jabhat al ʽAḳrab）という名で呼んでいたという。
中国ではさそり座ω1星は、房宿に付属する鈎鈐（拼音: Gōu Qián）という星官を、さそり座ω2星と共に形成する。さそり座ω1星自身は鈎鈐一（拼音: Gōu Qián yī）、つまり鈎鈐の1番星といわれる。